# Informática física
La informática física (en inglés physical computing) consiste en construir sistemas físicos interactivos empleando software y hardware que puede captar información y responder al mundo analógico. Aunque esta definición podría incluir coches inteligentes con sistemas de control del tráfico, o procesos de automatización en fábricas, generalmente no se utiliza para este tipo de artefactos.
En sentido amplio, la informática física incluye aparatos creativos enmarcados en el mundo digital, como arte hecho a mano, diseños caseros o DIY con sensores y microcontroladores, electro-dispositivos mecánicos controlados como motores, servos, iluminación u otro hardware.

## Ejemplos

### En la educación
En diversos entornos de aprendizaje informal, como juegos educativos o talleres escolares, se han visto algunas ventajas de este tipo de tecnología. El Exploratorium, un pionero en el aprendizaje basado en la investigación, desarrolló algunos de los primeros ordenadores interactivos, y continúa incluyendo nuevos ejemplos de informática física e interfaces tangibles.

### En el arte
En el mundo de arte, algunos proyectos que implementan la informática física incluyen el trabajo de Scott Snibbe, Rhonda Holberton, Daniel Rozin, Rafael Lozano-Hemmer, Jonah Brucker-Cohen, Camille Utterback, Realidad Virtual VR/shyam, Realidad Aumentada, y Electroland LED art.

### En el diseño de productos
La informática física también participa en el diseño de productos y de formas de interacción, donde en ocasiones se emplean sistemas integrados a modo de prototipo barato y eficaz en productos digitales nuevos. Empresas como IDEO y Teague emplean este tipo de diseño de producto.

### En aplicaciones comerciales
Las aplicaciones comerciales de consumo, van desde el Sony Eyetoy o juegos como Dance Dance Revolution, hasta usos más prácticos como la visión automática en una inspección de calidad a lo largo de una cadena de montaje en una fábrica. Los videojuegos activos pueden ser considerados también una forma de informática física. Otras implementaciones de informática física incluyen el reconocimiento de voz, que interpreta el sonido mediante micrófonos u otros sensores, la visión artificial, que aplica algoritmos a los datos de vídeo procedentes de una cámara. Las interfaces hápticas también son un ejemplo de informática física, aunque en este caso el ordenador está generando el estímulo físico en vez de captarlo. Tanto la detección de movimiento, como el reconocimiento de gesto son campos que amplían el concepto de visión artificial.

### En aplicaciones científicas
El concepto de informática física también puede incluir la fabrication y uso de sensores y otros aparatos científicos, aunque no se suele emplear esa denominación. Un ejemplo sería el Illustris proyecto, el cual intenta simular la evolución del universo desde el Big Bang al día presente, 13.8 miles de millones años más tarde.

## Métodos
La fabricación de prototipos juega una función importante en la informática física. Herramientas como Wiring, Arduino y Fritzing, así como I-CubeX ayudan a los diseñadores y artistas construir de forma rápida prototipos para sus conceptos interactivos.

## Para saber más
- Igoe, Tom; O'Sullivan, Dan (2004). Physical Computing: Sensing and Controlling the Physical World with Computers. Premier Press. 2004. ISBN 1-59200-346-X.